# Axel Domont
Axel Domont (* 7. August 1990 in Valence) ist ein ehemaliger französischer Radrennfahrer.

## Werdegang
Axel Domont gewann 2008 in der Juniorenklasse eine Etappe und die Gesamtwertung der Tour du Valromey. Nach dem Wechsel in die U23 fuhr er zunächst für französische Vereine und erzielte ab der Saison 2011 regelmäßig vordere Platzierungen bei Rennen des nationalen Kalenders. Auf internationaler Ebene machte er 2011 unter anderem durch einen zweiten Platz bei der Il Piccolo Lombardia und den dritten Platz in der Gesamtwertung des Giro della Regione Friuli Venezia Giulia auf sich aufmerksam. In der Saison 2012 gewann er im Rahmen des UCI Nations’ Cup U23 eine Etappe bei Toscana-Terra di Ciclismo. 
Von 2013 bis 2020 stand Dumont beim UCI ProTeam Ag2r La Mondiale unter Vertrag, bei dem er bereits zum Saisonende 2011 als Stagiaire fuhr. 2014 gewann er eine Etappe des Circuit Cycliste Sarthe und erzielte damit den einzigen Sieg seiner Karriere als Radprofi. Er nahm achtmal an einer Grand Tour teil, davon erreichte er fünfmal das Ziel. Auf der achten Etappe der Vuelta a España 2016 verpasste er als Zweiter nurr knapp einen Etappenerfolg. Beim Critérium du Dauphiné 2017 verpasste er als Etappenzweiter der ersten Etappe erneut knapp einen Sieg auf der UCI WorldTour.
Während seiner Teilnahme an der Vuelta a España 2020 wurde bekannt, dass Dumont, der die Erwartungen, sie seine Leistungen in der U23 weckten nicht erfüllen konnte, seine Laufbahn zum Jahresende beenden werde.

## Erfolge
2008
- Gesamtwertung und eine Etappe Ain'Ternational-Rhône Alpes-Valromey Tour

2012
- eine Etappe Toscana-Terra di Ciclismo

2014
- eine Etappe Circuit Cycliste Sarthe
- Punkte- und Bergwertung Tour du Limousin

## Grand-Tour-Platzierungen
| Grand Tour            | 2014 | 2015 | 2016 | 2017 | 2018 | 2019 | 2020 |
| --------------------- | ---- | ---- | ---- | ---- | ---- | ---- | ---- |
| Giro d’ItaliaGiro     | 58   | 75   | 50   | –    | –    | –    | –    |
| Tour de FranceTour    | –    | –    | –    | 68   | DNF  | –    | –    |
| Vuelta a EspañaVuelta | –    | –    | 48   | DNF  | –    | –    | DNF  |